# سيف العدل
سيف العدل، واسمه محمد صلاح الدين زيدان، من قيادات الصف الأول لتنظيم القاعدة، وهو المنظر العسكري للتنظيم.

## نشاطاته
ولد في عام 1960، في شبين الكوم بمحافظة المنوفية، وتخرج من كلية التجارة ثم جُند ضابطا احتياطيا بالجيش المصري. خرج من مصر إلى السعودية عام 1989.
ارتبط بالقاعدة مباشرة دون المرور بجماعة الجهاد وسافر مع أسامة بن لادن إلى السودان عام 1992، ومنها إلى الصومال واليمن قبل أن يعود ثانية إلى أفغانستان بصحبة زعيم القاعدة عام 1996.
قبض عليه في إيران أثناء هروبه من ملاحقة القوات الأمريكية، واستطاعت طالبان قبل عدة سنوات القبض على دبلوماسيين إيرانيين ومقايضتهم بسيف العدل و«سعد» ابن أسامة بن لادن.[محل شك][بحاجة لمصدر]

## الخلط بينه وبين محمد مكاوي
حدث خلط بين شخصيته وشخصية محمد إبراهيم مكاوي المكنى بأبي المنذر الذي كان ضابطا في سلاح الصاعقة المصري في ثمانينات القرن الماضي وقد سافر من مصر إلى أفغانستان عام 1987 وكان قد اُعْتُقِل قبل ذلك، وكان منتميا لخلية جهادية في مصر يتزعمها القياديان عصام القمري الذي كان برتبة رائد في سلاح المدرعات المصري وعبد العزيز الجمل، وهو متزوج من حفيدة مؤسس الجماعة الإسلامية في باكستان ومقيم بباكستان وقد عاد مكاوي طواعية إلى مصر بعد عام من ثورة 25 يناير وأصل الخلط والالتباس من المعلومات الخاطئة لأجهزة المخابرات الأمريكية حيث صنفته ضمن أبرز عشر إرهابيين في العالم وهناك مكافأة قدرها 5 ملايين دولار للقبض عليه. رصدها برنامج المكافآت من أجل العدالة الذي أنشئ بموجب «قانون مكافحة الإرهاب الدولي» وتديره «المباحث الفيدرالية - إف بي آي» في وزارة الخارجية الأمريكية ووضعت صورة قديمة لسيف العدل مع بيانات لمحمد مكاوي.

## كتاباته
له بعض الكتابات العسكرية مثل:
- مبادئ الأمن
- الأمن والاستخبارات؛ رؤية شرعية
- الأمن الدفاعي
- أمن الاتصالات
- قافلة الشهداء النسائية على أرض قندهار الأبية
- تجربتي مع أبي مصعب الزرقاوي
- المقاومة الإسلامية ضد الغزو الأمريكي لقندهار والدروس المستفادة
- عمليات الكماندوز الأمريكي في أفغانستان